# Iphra splendida
Iphra splendida är en skalbaggsart som beskrevs av Holzschuh 1992. Iphra splendida ingår i släktet Iphra och familjen långhorningar. Inga underarter finns listade i Catalogue of Life.